# Liten räffelmossa
Liten räffelmossa (Aulacomnium androgynum) är en bladmossart som beskrevs av Schwaegrichen 1827. Liten räffelmossa ingår i släktet räffelmossor, och familjen Aulacomniaceae. Arten är reproducerande i Sverige. Inga underarter finns listade i Catalogue of Life.

## Bildgalleri

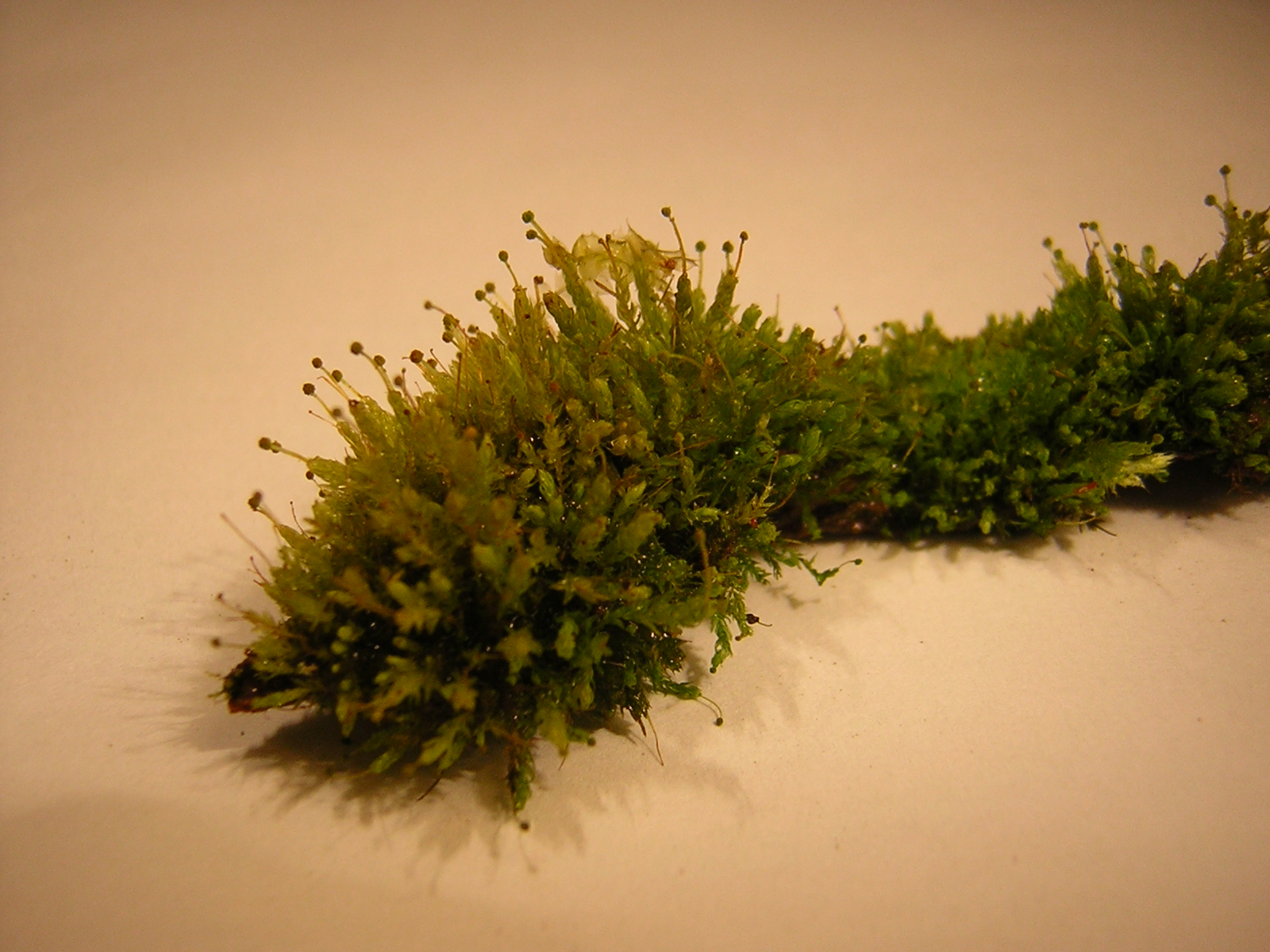
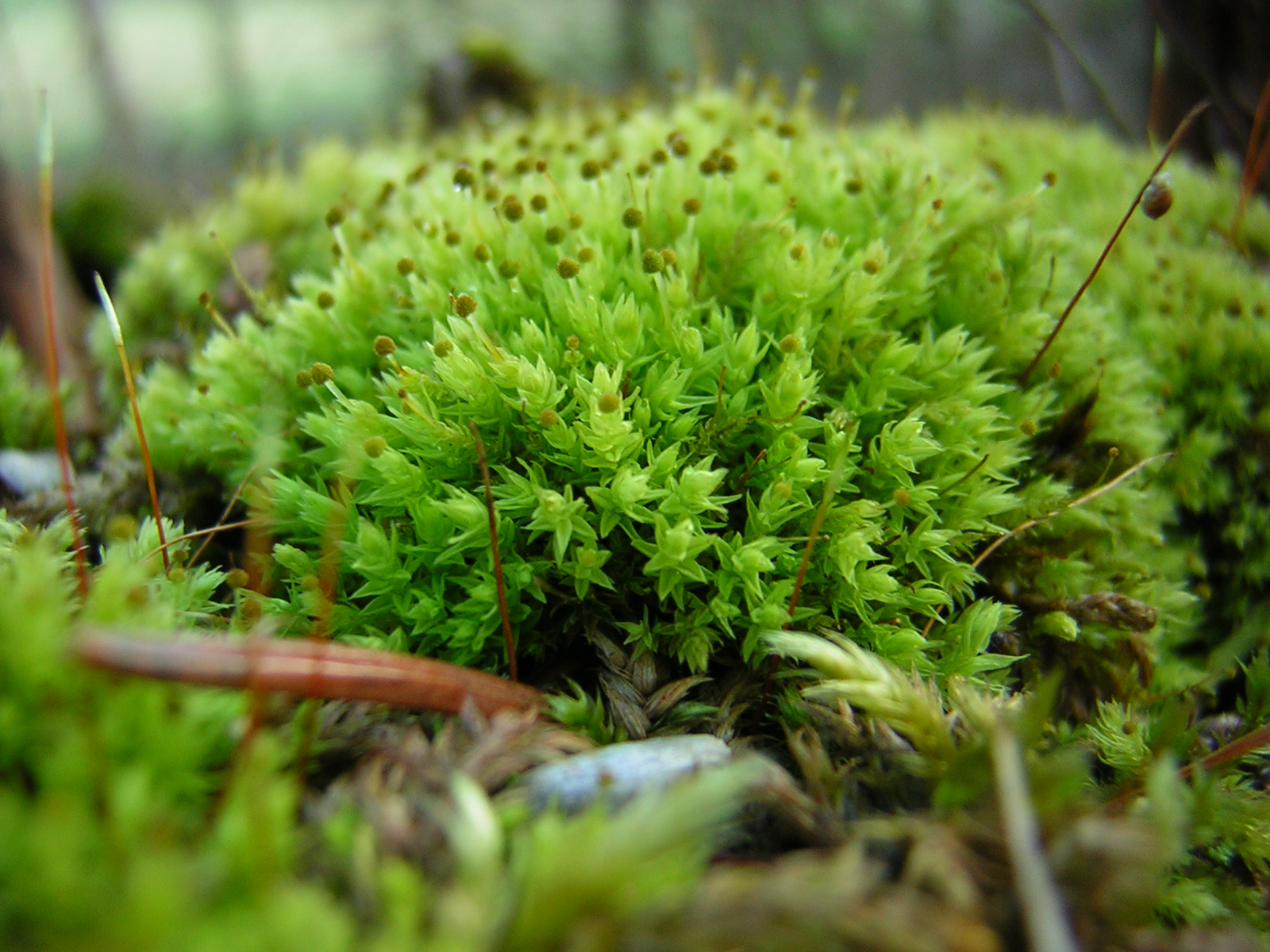
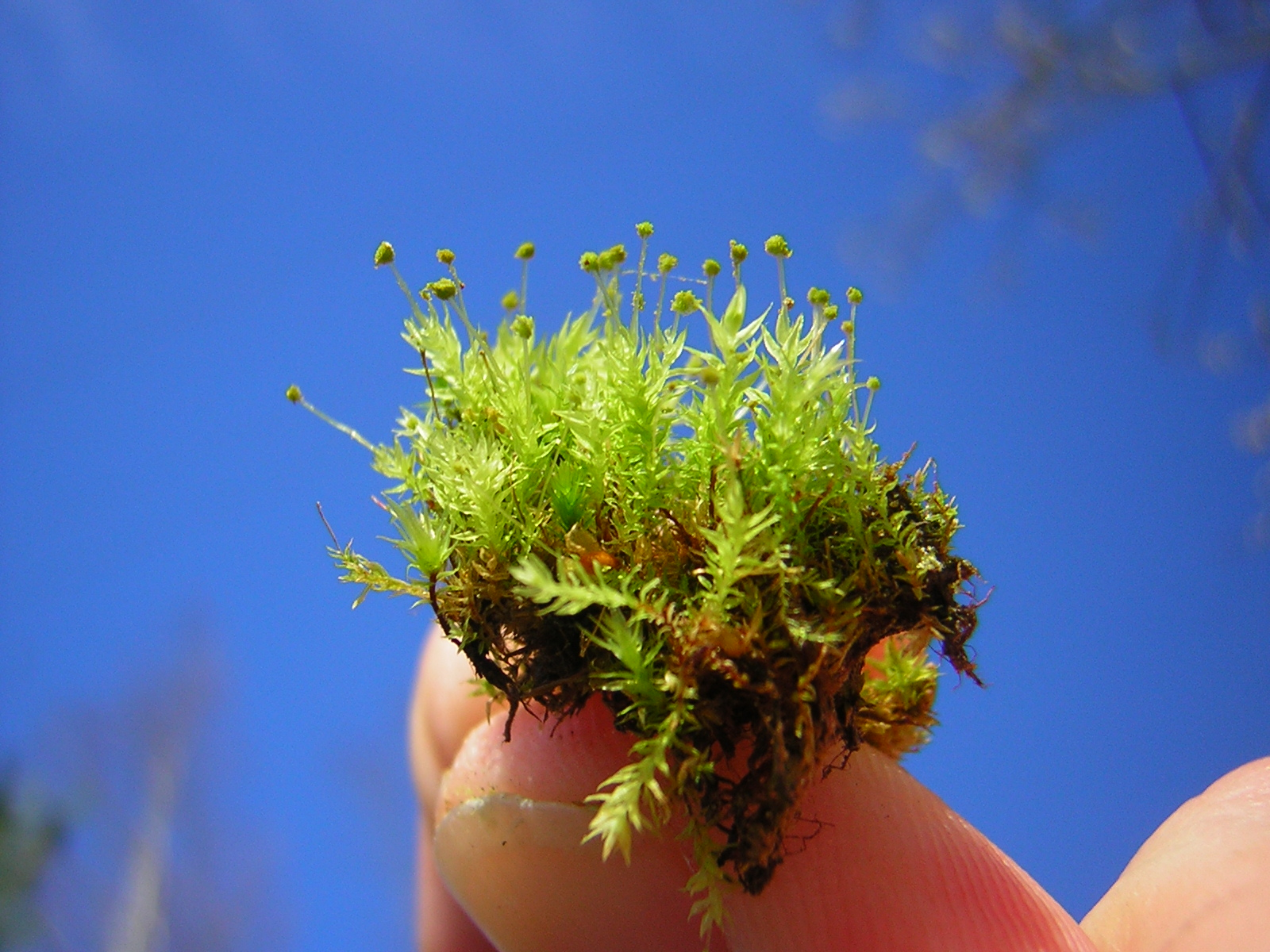